# Miro Tenho
Miro Tenho (Finlandia, 2 de abril de 1995) es un futbolista finlandés. Su posición es defensa y su club es el Djurgårdens IF de la Allsvenskan de Suecia.

## Selección nacional
El 26 de marzo de 2022 debutó con la selección de Finlandia en un amistoso ante Islandia que finalizó en empate a uno.

## Estadísticas

### Clubes
Actualizado al último partido jugado el 5 de abril de 2023.
| Åbo IFK · Finlandia | 3.ª           | 2013          | 13  | 1 | -  | - | -  | - | 13  | 1  | 0.07 |
| Åbo IFK · Finlandia | Total         | Total         | 13  | 1 | 0  | 0 | 0  | 0 | 13  | 1  | 0.07 |
| TPS Turku · Finlandia | 1.ª           | 2014          | 31  | 1 | 3  | 0 | -  | - | 34  | 1  | 0.03 |
| TPS Turku · Finlandia | 2.ª           | 2015          | 24  | 0 | -  | - | -  | - | 24  | 0  | 0    |
| TPS Turku · Finlandia | 2.ª           | 2016          | 19  | 0 | 2  | 0 | -  | - | 21  | 0  | 0    |
| TPS Turku · Finlandia | 2.ª           | 2017          | 26  | 0 | 5  | 2 | -  | - | 31  | 2  | 0.06 |
| TPS Turku · Finlandia | 1.ª           | 2018          | 31  | 0 | 7  | 0 | -  | - | 38  | 0  | 0.04 |
| TPS Turku · Finlandia | Total         | Total         | 131 | 1 | 17 | 2 | 0  | 0 | 148 | 3  | 0.02 |
| FC Inter Turku · Finlandia | 1.ª           | 2019          | 24  | 1 | 5  | 1 | 2  | 0 | 31  | 2  | 0.06 |
| FC Inter Turku · Finlandia | Total         | Total         | 24  | 1 | 5  | 1 | 2  | 0 | 31  | 2  | 0.06 |
| HJK Helsinki · Finlandia | 1.ª           | 2020          | 14  | 1 | 8  | 0 | -  | - | 22  | 1  | 0.05 |
| HJK Helsinki · Finlandia | 1.ª           | 2021          | 24  | 2 | 5  | 0 | 12 | 1 | 41  | 3  | 0.07 |
| HJK Helsinki · Finlandia | 1.ª           | 2022          | 21  | 2 | 5  | 0 | 10 | 0 | 36  | 2  | 0.06 |
| HJK Helsinki · Finlandia | 1.ª           | 2023          | 1   | 0 | 3  | 0 | -  | - | 4   | 0  | 0.00 |
| HJK Helsinki · Finlandia | Total         | Total         | 60  | 5 | 21 | 0 | 22 | 1 | 103 | 6  | 0.06 |
| Total carrera | Total carrera | Total carrera | 228 | 8 | 43 | 3 | 24 | 1 | 295 | 12 | 0.03 |
| (1) Incluye datos de la Copa de la Liga de Finlandia y Copa de Finlandia. (2) Incluye datos de Liga de Campeones de la UEFA y Liga Europa de la UEFA. (3) No incluye goles en partidos amistosos. |               |               |     |   |    |   |    |   |     |    |      |

## Palmarés

### Títulos nacionales
| Título                        | Club         | País      | Año  |
| ----------------------------- | ------------ | --------- | ---- |
| Segunda División de Finlandia | TPS Turku    | Finlandia | 2017 |
| Copa de Finlandia             | HJK Helsinki | Finlandia | 2020 |
| Veikkausliiga                 | HJK Helsinki | Finlandia | 2020 |
| Veikkausliiga                 | HJK Helsinki | Finlandia | 2021 |
| Veikkausliiga                 | HJK Helsinki | Finlandia | 2022 |
| Copa de la Liga de Finlandia  | HJK Helsinki | Finlandia | 2023 |
| Veikkausliiga                 | HJK Helsinki | Finlandia | 2023 |